# Torneo di Wimbledon 1932
Il Torneo di Wimbledon 1932 è stata la 52ª edizione del Torneo di Wimbledon e terza prova stagionale dello Slam per il 1932. Si è giocato sui campi in erba dell'All England Lawn Tennis and Croquet Club di Wimbledon a Londra, in Gran Bretagna. Il torneo ha visto vincitore nel singolare maschile lo statunitense Ellsworth Vines, che ha sconfitto in finale in tre set il britannico Henry Wilfred Austin con il punteggio di 6–4 6–2 6–0. Nel singolare femminile si è imposta la statunitense Helen Wills Moody, che ha battuto in finale in due set la connazionale Helen Hull Jacobs. Nel doppio maschile hanno trionfato Jean Borotra e Jacques Brugnon, il doppio femminile è stato vinto dalla coppia formata da Doris Metaxa e Josane Sigart e nel doppio misto hanno vinto Elizabeth Ryan e Enrique Maier.

## Risultati

### Singolare maschile
Ellsworth Vines ha battuto in finale  Henry Wilfred Austin con il punteggio di 6–4 6–2 6–0.

### Singolare femminile
Helen Wills Moody ha battuto in finale  Helen Hull Jacobs con il punteggio di 6–3, 6–1.

### Doppio maschile
Jean Borotra /  Jacques Brugnon hanno battuto in finale  Pat Hughes /  Fred Perry con il punteggio di 6–0, 4–6, 3–6, 7–5, 7–5.

### Doppio femminile
Doris Metaxa /  Josane Sigart hanno battuto in finale  Elizabeth Ryan /  Helen Hull Jacobs con il punteggio di 6–4, 6–3.

### Doppio misto
Elizabeth Ryan /  Enrique Maier hanno battuto in finale  Josane Sigart /  Harry Hopman con il punteggio di 7–5, 6–2.